# Siegmund Hellmann
Siegmund Hellmann, urkundlich Sigmund (* 19. März 1872 in München; † 7. Dezember 1942 im Ghetto Theresienstadt) war ein deutscher Historiker.

## Leben und Wirken

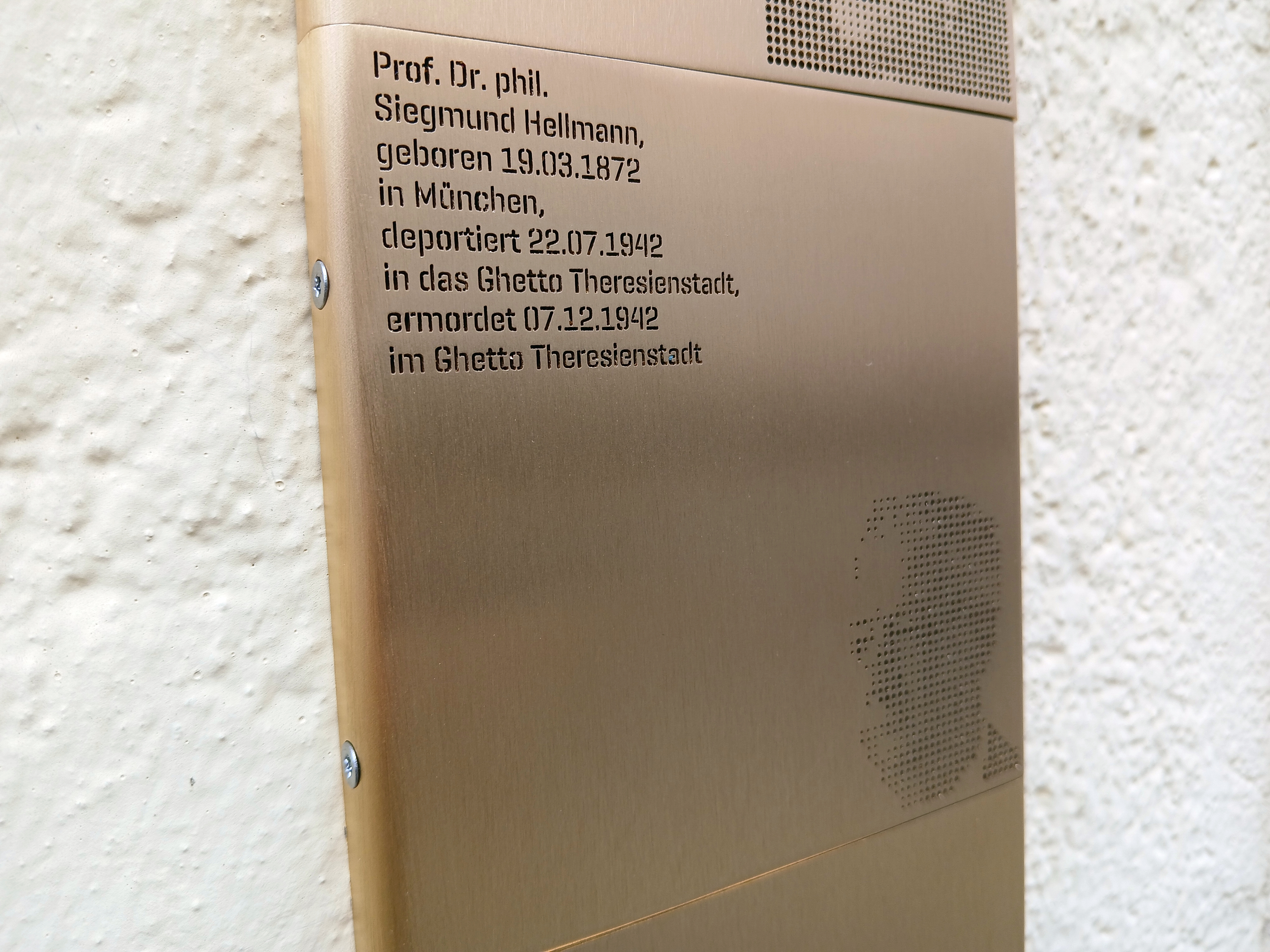
Erinnerungszeichen für Opfer des NS-Regimes in München für Siegmund Hellmann

Siegmund Hellmann war der Sohn des Bankiers Heinrich Hellmann und der Zerlina Karl; seine Schwester war die Schriftstellerin Carry Brachvogel. Er verbrachte seine Jugend in München, wo er das Maximiliansgymnasium besuchte. Ab 1890 studierte er Jura, ab 1892 Geschichte an der Universität München. Seine akademischen Lehrer waren unter anderem Karl Theodor von Heigel, Hermann von Grauert, Gerhard Seeliger und Henry Simonsfeld. Hellmann wurde besonders nachhaltig von Ludwig Traube geprägt und wandte sich dadurch den literarischen Quellen des frühen Mittelalters zu. Mit der Arbeit Die sogenannten Memoiren de Grandchamps und ihre Fortsetzung und die Memoiren des Marquis de Sassenage wurde er 1896 bei Heigel in München promoviert. Seine Habilitation erfolgte 1899 ebenfalls dort mit der Arbeit Die Grafen von Savoyen und das Reich bis zum Ende der staufischen Periode. Ab 1899 lehrte er als Privatdozent an der Universität München, ab 1909 als außerordentlicher Professor. 
Im Jahr 1923 wurde Hellmann durch die SPD-Regierung des Freistaats Sachsen gegen den Widerstand der Fakultät auf den Lehrstuhl an die Universität Leipzig berufen. Die Umstände seiner Berufung brachten ihm bittere Feindschaften ein. In Leipzig lehrte er von 1923 bis 1933 als ordentlicher Professor für Mittlere Geschichte und Historische Hilfswissenschaften. Zu seinen Schülern gehörte unter anderem Helmut Beumann. Der linksliberal gesinnte Hellmann schrieb viele tagespolitische Artikel in der Frankfurter Zeitung, dem Hamburger Fremdenblatt und dem Berliner Tageblatt.
Nach der Machtübernahme durch die Nationalsozialisten wurde Hellmann als nach 1914 berufener Jude gemäß dem „Gesetz zur Wiederherstellung des Berufsbeamtentums“ 1933 entlassen und lebte fortan wieder in München, wo er an einer „Deutschen Geschichte“ schrieb. Größere Bedeutung hatten für Hellmann Karl von Amira, Karl Vossler, Karl Rothenbücher und Max Weber. Hellmann wohnte ab 1936 zurückgezogen bei seiner Schwester in München. Er wurde am 22. Juli 1942 zusammen mit ihr in das Ghetto Theresienstadt deportiert. Beide starben infolge der dortigen Haftbedingungen. Seine 1500 Bände umfassende Bibliothek wurde von der Geheimen Staatspolizei konfisziert und gilt als verschollen.
Hellmanns Forschungsschwerpunkt war die Zeit des Frankenreiches. Die Geschichte der Franken des Gregor von Tours übersetzte er neu ins Deutsche. Im Jahr 1923 gab er zusammen mit Melchior Palyi die Vorlesungen von Max Weber über Wirtschaftsgeschichte heraus. Sein sozialgeschichtlich ausgerichtetes Hauptwerk Das Mittelalter bis zum Ausgange der Kreuzzüge ist dem von ihm besonders geschätzten Karl Wilhelm Nitzsch gewidmet. Bedeutend war auch seine Abhandlung Wie studiert man Geschichte? (1920).
Der zum Protestantismus konvertierte Hellmann war von 1905 bis zur Scheidung 1914 verheiratet mit Emma Richter. Sie hatten einen Sohn Karl-Heinz (1906–1988) und eine Tochter Eva (1908–1990).
Im Juli 2024 wurde im Rahmen des Projekts Erinnerungszeichen für Opfer des NS-Regimes in München in der Herzogstraße 55 in München eine Gedenktafel für ihn angebracht.

## Schriften (Auswahl)
- Die Grafen von Savoyen und das Reich bis zum Ende der Staufischen Periode. Wagner’schen Universitätsbuchhandlung, Innsbruck 1900, OCLC 33061901.
- Wie studiert man Geschichte? Duncker & Humblot, Leipzig 1911; 2., erweiterte Auflage 1920, urn:nbn:de:bsz:15-0011-210250.
- Machtpolitik und Idealpolitik. Duncker & Humblot, München 1918, OCLC 83831321.
- Deutschland und Amerika. Duncker & Humblot, Leipzig, München 1917, urn:nbn:de:bsz:15-0011-129247.
- Das Mittelalter bis zum Ausgange der Kreuzzüge. Perthes, Gotha 1920.
  - Das Mittelalter bis zum Ausgange der Kreuzzüge. Wissenschaftliche Buchgesellschaft, Darmstadt 1969 (Unveränderter reprographischer Nachdruck der Ausgabe der 2. Auflage, Gotha 1924).